# 特茹帕
特茹帕是巴西圣保罗州的一个市镇。总面积296.343平方公里，总人口5782人，人口密度19.5人/平方公里。